# Teorema de Borsuk-Ulam
En matemáticas, el teorema de Borsuk-Ulam afirma que cualquier función continua de una n-esfera en el espacio euclideo de dimensión n hace corresponder algún par de puntos antipodales al mismo punto (dos puntos en una esfera se denominan antipodales si están exactamente en direcciones opuestas desde el centro de la esfera).
Formalmente: 
Si {\displaystyle f:S^{n}\to \mathbb {R} ^{n}} es continua entonces existe un {\displaystyle x\in S^{n}} tal que:  {\displaystyle f(-x)=f(x)}.
El caso n = 1 puede ser ilustrado diciendo que siempre hay un par de puntos opuestos en el ecuador de la tierra con la misma temperatura. Lo mismo es cierto para cualquier círculo. Esto suponiendo que la temperatura varía continuamente.
El caso n = 2 se ilustra a menudo diciendo que en cualquier momento, siempre hay un par de puntos antipodales en la superficie de la Tierra con iguales temperaturas e iguales presiones barométricas.
Stanisław Ulam fue el primero en conjeturar el teorema y posteriormente fue demostrado por Karol Borsuk en 1933.
Existe una demostración elemental de que el teorema de Borsuk-Ulam implica el teorema del punto fijo de Brouwer.

## Corolarios
- Ningún subconjunto de ℝn  es homeomorfo a Sn.
- El Teorema del sándwich de jamón: Para cualesquiera conjuntos compactos {\displaystyle A_{1},\ldots ,A_{n}} en ℝn siempre se puede encontrar un hiperplano que divide cada uno de ellos en dos subconjuntos de medida igual.
- El Teorema de Lusternik-Schnirelmann: Si la esfera Sn és recubierta por n+1 conjuntos abiertos, entonces uno de estos conjuntos contiene un par (x, −x) de puntos antipodales. (Esto es equivalente al teorema de Borsuk-Ulam)